# Associação de Futebol de Castelo Branco
A Associação de Futebol de Castelo Branco (AFCB) é o organismo filiado à Federação Portuguesa de Futebol (FPF) que tutela as competições, clubes e atletas do Distrito de Castelo Branco, nas modalidades de futebol, futsal e futebol de praia. Foi fundada em 22 de Março de 1936.

## Sede
A Associação de Futebol de Castelo Branco é sediada em Castelo Branco na Cruz Montalvão, nº.17 R/Chão Esq, Apartado 75.

## Competições de futebol da AF Castelo Branco
| Época   | Campeonato 1.ª Divisão   | Campeonato 2.ª Divisão | Taça Honra José Farromba |
| ------- | ------------------------ | ---------------------- | ------------------------ |
| 2024/25 | Vitória de Sernache      | Proença-a-Nova         | Vitória de Sernache      |
| 2023/24 | Alcains                  | Vila Velha de Ródão    | Alcains                  |
| 2022/23 | Vitória de Sernache      | Vila Velha de Ródão    | Proença-a-Nova           |
| 2021/22 | Águias do Moradal        | Académico do Fundão    | Alcains                  |
| 2020/21 | sem vencedor             | -                      | sem vencedor             |
| 2019/20 | sem vencedor             | -                      | sem vencedor             |
| 2018/19 | Vitória de Sernache      | -                      | Vitória de Sernache      |
| 2017/18 | Alcains                  | -                      | Vitória de Sernache      |
| 2016/17 | Águias do Moradal        | -                      | Idanhense                |
| 2015/16 | Sp. Covilhã “B”          | -                      | Oleiros                  |
| 2014/15 | Águias do Moradal        | -                      | Alcains                  |
| 2013/14 | Vitória de Sernache      | -                      | Vitória de Sernache      |
| 2012/13 | Águias do Moradal        | -                      | Águias do Moradal        |
| 2011/12 | Vitória de Sernache      | -                      | Vitória de Sernache      |
| 2010/11 | Penamacorense            | -                      | Vitória de Sernache      |
| 2009/10 | Águias do Moradal        | -                      | Águias do Moradal        |
| 2008/09 | Alcains                  | -                      | Alcains                  |
| 2007/08 | Atalaia do Campo         | -                      | Águias do Moradal        |
| 2006/07 | Unhais da Serra          | -                      | Águias do Moradal        |
| 2005/06 | Penamacorense            | Alcains                | Águias do Moradal        |
| 2004/05 | Desportiva do Fundão     | Proença-a-Nova         | Escalos de Baixo         |
| 2003/04 | Estação                  | Unhais da Serra        | Águias do Moradal        |
| 2002/03 | Idanhense                | Cariense               | Idanhense                |
| 2001/02 | Estação                  | Salgueiro do Campo     | Idanhense                |
| 2000/01 | Teixosense               | Desp. Castelo Branco   | Estação                  |
| 1999/00 | Sertanense               | Estação                | Proença-a-Nova           |
| 1998/99 | Idanhense                | Atalaia do Campo       | Orvalho                  |
| 1997/98 | Vitória de Sernache      | Paúl                   |                          |
| 1996/97 | Orvalho                  | Meimoa                 |                          |
| 1995/96 | Vitória de Sernache      | Águias do Canhoso      | Águias do Moradal        |
| 1994/95 | Colmeal da Torre         | Orvalho                |                          |
| 1993/94 | Belmonte                 | Silvares               | Águias do Moradal        |
| 1992/93 | Proença-a-Nova           | Barco                  |                          |
| 1991/92 | Desportiva do Fundão     | Teixosense             |                          |
| 1990/91 | Proença-Nova             | Colmeal da Torre       | Cariense                 |
| 1989/90 | Desportiva do Fundão     | Escalos de Cima        | Águias do Moradal        |
| 1988/89 | Alcains                  | Indústria Cebolense    | Alcains                  |
| 1987/88 | Sertanense               | Vales do Rio           |                          |
| 1986/87 | Desportiva do Fundão     | -                      |                          |
| 1985/86 | UD Belmonte              | -                      |                          |
| 1984/85 | Desportiva do Fundão     | Águias do Moradal      | Teixosense               |
| 1983/84 | Belmonte                 | Silvares               |                          |
| 1982/83 | Tortosendo e Benfica     | Covilhã e Benfica      |                          |
| 1981/82 | Barco                    | Belmonte               |                          |
| 1980/81 | Alcains                  | Escalos de Cima        | Alcains                  |
| 1979/80 | Barco                    | Unidos do Paúl         | -                        |
| 1978/79 | Teixosense               | -                      | -                        |
| 1977/78 | Alcains                  | -                      | -                        |
| 1976/77 | Desp. Castelo Branco     | -                      | -                        |
| 1975/76 | Benfica e Castelo Branco | -                      | -                        |
| 1974/75 | Covilhã e Benfica        | -                      | -                        |
| 1973/74 | Benfica e Castelo Branco | -                      | -                        |
| 1972/73 | Covilhã e Benfica        | -                      | -                        |
| 1971/72 | Desp. Castelo Branco     | -                      | -                        |
| 1970/71 | Minas da Panasqueira     | -                      | -                        |
| 1969/70 | Desp. Castelo Branco     | -                      | -                        |
| 1968/69 | Benfica e Castelo Branco | -                      | -                        |
| 1967/68 | Desp. Castelo Branco     | -                      | -                        |
| 1966/67 | -                        | -                      | -                        |
| 1965/66 | -                        | -                      | -                        |
| 1964/65 | -                        | -                      | -                        |
| 1963/64 | Benfica e Castelo Branco | -                      | -                        |
| 1962/63 | Vitória de Sernache      | -                      | -                        |
| 1961/62 | Minas da Panasqueira     | -                      | -                        |
| 1960/61 | Vitória de Sernache      | -                      | -                        |
| 1959/60 | Vitória de Sernache      | -                      | -                        |
| 1958/59 | Benfica e Castelo Branco | -                      | -                        |
| 1957/58 | Benfica e Castelo Branco | -                      | -                        |
| 1956/57 | Benfica e Castelo Branco | -                      | -                        |
| 1955/56 | Benfica e Castelo Branco | -                      | -                        |
| 1954/55 | Benfica e Castelo Branco | -                      | -                        |
| 1953/54 | Benfica e Castelo Branco | -                      | -                        |
| 1952/53 | Covilhanense             | -                      | -                        |
| 1951/52 | Covilhanense             | -                      | -                        |
| 1950/51 | Covilhanense             | -                      | -                        |
| 1949/50 | -                        | -                      | -                        |
| 1948/49 | Covilhanense             | -                      | -                        |
| 1947/48 | Covilhanense             | -                      | -                        |

### Campeonato Regional até 1947
A sua competição principal (campeonato distrital) foi criada como Campeonato Regional de Castelo Branco, tendo depois mudado para o modelo atual.

## Época 2025–26
Equipas que participam atualmente na competição:
- Associação Cultural e Recreativa de Atalaia do Campo - Atalaia do Campo, Fundão;
- Associação Cultural Recreativa e Desportiva de Cabeçudo - Cabeçudo. Sertã;
- Associação Desportiva e Cultural de Pedrogão de São Pedro - Pedrógão de São Pedro, Penamacor;
- Associação Desportiva e Cultural de Proença-a-Nova - Proença-a-Nova;
- Associação Recreativa e Cultural de Oleiros - Oleiros;
- Club União Idanhense - Idanha-a-Nova;
- Clube Académico do Fundão - Fundão;
- Clube Desportivo de Alcains - Alcains, Castelo Branco;
- Grupo Desportivo Águias do Moradal - Estreito, Oleiros;
- Sertanense Futebol Clube - Sertã;
- Sporting Clube da Covilhã "B" - Covilhã;
- União Desportiva de Belmonte - Belmonte

## Equipas participantes
Todos os clubes que já competiram nos campeonatos distritais de futebol sénior:
- Associação Académica Albicastrense
- Associação Cultural e Desportiva do Ferro
- Associação Cultural e Desportiva dos Amigos da Meimoa
- Associação Cultural e Desportiva Paulense
- Associação Cultural e Recreativa de Atalaia do Campo
- Associação Cultural e Recreativa Juncalense
- Associação Cultural Recreativa e Desportiva de Cabeçudo
- Associação da Juventude do Peso
- Associação Desportiva Cultural e Recreativa dos Amigos da Soalheira
- Associação Desportiva da Estação
- Associação Desportiva de Castelo Branco
- Associação Desportiva do Fundão
- Associação Desportiva e Cultural de Pedrógão de São Pedro
- Associação Desportiva e Cultural de Proença-a-Nova
- Associação Desportiva Idanhense
- Associação Desportiva Penamacorense
- Associação Recreativa e Cultural de Aldeia Nova do Cabo
- Associação Recreativa e Cultural de Oleiros
- Associação "O Paúl Cultural Desportivo"
- Carvalhense Futebol Clube
- Centro Cultural Desportivo e Recreativo de Colmeal da Torre
- Centro Cultural e Desportivo Estrela do Zêzere da Boidobra
- Centro Cultural e Recreativo de Salgueiro do Campo
- Centro Desportivo Recreativo e Cultural de Vila Velha de Ródão
- Centro Desportivo Universitário da Beira Interior
- Centro Popular de Cultura e Desporto de Lardosa
- Club União Idanhense
- Clube Académico do Fundão
- Clube de Futebol "Os Albicastrenses"
- Clube de Futebol "Os Covilhanenses"
- Clube Desportivo das Minas da Panasqueira
- Clube Desportivo de Alcains
- Clube Desportivo de Póvoa de Rio de Moinhos
- Clube Desportivo e Recreativo de Escalos de Cima
- Clube Recreativo Alcainense
- Clube Recreativo de Aldeia do Souto
- Desportivo de Castelo Branco
- Futebol Clube Estrela de Unhais da Serra
- Ginásio Recreativo Unidos do Paúl
- Grupo Desportivo Águias do Canhoso
- Grupo Desportivo Águias do Moradal
- Grupo Desportivo Covilhanense
- Grupo Desportivo da Casa do Povo de Casegas
- Grupo Desportivo de Vales do Rio
- Grupo Desportivo de Valverde
- Grupo Desportivo e Cultural de Silvares
- Grupo Desportivo e Cultural dos Três Povos
- Grupo Desportivo Recreativo e Cultural de Escalos de Baixo
- Grupo Desportivo Recreativo e Cultural de Orvalho
- Grupo Desportivo Recreativo e Cultural Estrela de Cortes
- Grupo Desportivo Recreativo e Cultural "Os Amigos de São Tiago"
- Grupo Desportivo Teixosense
- Grupo Desportivo Vitória de Sernache
- Indústria Futebol Clube Cebolense
- Instituto Politécnico de Castelo Branco
- Sertanense Futebol Clube
- Sertanense Futebol Clube "B"
- Serviços Municipalizados da Covilhã
- Sport Benfica e Castelo Branco
- Sport Clube do Barco
- Sport Clube São Vicente da Beira
- Sport Covilhã e Benfica
- Sport Lisboa e Águias do Dominguiso
- Sport Lisboa e Covilhã
- Sport Tortosendo e Benfica
- Sporting Clube da Covilhã
- Sporting Clube da Covilhã "B"
- Sporting Clube de Castelo Branco
- Sporting Clube do Fundão
- Sporting Clube Eradense
- União Desportiva Cariense
- União Desportiva de Belmonte
- União Lousense
- Unidos Futebol Clube do Tortosendo
- Vilarregense Futebol Clube